# Адам Ротфельд
Адам Даніель Ротфельд (пол. Adam Daniel Rotfeld, 4 березня 1938, Перемишляни) — польський науковець та дипломат, міністр закордонних справ Польщі у 2005 році.

## Біографія

### Дитинство
Народився у Перемишлянах біля Львова у єврейській родині адвоката Леона Ротфельда і його дружини Берти. Батьки були вбиті нацистами у 1943 році в Перемишлянах. З кінця 1941 року його переховували в Унівському монастирі УГКЦ монахи-студити. Архімандритом монастиря був на той час Климентій Шептицький — брат митрополита Андрея Шептицького. В Уневі Ротфельд перебував під прізвищем Червінський (пол. Czerwiński). До справжнього прізвища повернувся лише кілька років після війни. В 1946 році, після закриття монастиря та ліквідації Греко-Католицької церкви в СРСР, радянська влада перевела дітей до притулку в Золочеві. В 1951 році завдяки клопотанням польського посольства у Москві був репатрійований до Польщі. Перебував у Домі дитини № 2 у Кракові.

### Освіта
В 1955 році закінчив V Загальноосвітній ліцей ім. Августа Вітковського у Кракові. У 1954 році був виключений з Союзу польської молоді (аналог комсомолу) за жарти над владою. У 1955–1960 роках навчався на дипломатично-консульському факультеті Головної школи закордонної служби у Варшаві, де отримав титул магістра міжнародного публічного права на основі праці щодо нелегітимності Мюнхенського договору 1938 року.
Далі навчався на журналістських курсах Варшавського університету (1960–1962). В 1969 році отримав ступінь доктора юридичних наук (Ph.D) на Факультеті права Ягеллонського університету, на основі дисертації щодо права народів на самовизначення у світлі сучасного міжнародного права. В 1990 році захистив докторську (габілітовану) роботу під титулом «Європейська система безпеки in statu nascendi», а в 2001 році став професором гуманітарних наук.

### Професійна діяльність
В 1961–1989 роках працював у Польському Інституті міжнародних справ у Варшаві (ПІМС), де спершу займав посаду редактора (1961–1962), а згодом в 1962–1968 роках секретарем редакції щомісячника «Міжнародні справи» (пол. «Sprawy Międzynarodowe»), і водночас з 1964 року Редакції видань ПІМС. В 1969 році став ад'юнктом на Кафедрі європейської безпеки ПІМС, а з 1978 року її очолив. В 1974–1975 роках брав участь у роботі другої фази Конференції безпеки та співробітництва у Європі як член польської делегації у Женеві та в зустрічах КБСЄ в Белграді, Мадриді та Відні. У 1989 році став керівником дослідницького проекту в Міжнародному інституті досліджень миру (SIPRI) у Стокгольмі, де в 1991 році його обрано директором на 5-літню каденцію, яку було продовжено на наступну до червня 2002 року.
В 1992–1993 роках був Особистим представником голови КБСЄ щодо політичного врегулювання конфлікту в Придністров'ї, результатом його роботи було прийняття прикінцевого рапорту, що надавав підстави для мирного вирішення конфлікту. В 2000 році призначений президентом Олександром Кваснєвським членом Ради Національної Безпеки.
15 листопада 2001 року став заступником міністра закордонних справ в уряді Лешека Міллера, з 30 червня 2003 року виконував функцію першого заступника міністра.
5 січня 2005 року, після обрання маршалком Сейму Влодзімежа Цімошевича, Адам Ротфельд очолив Міністерство закордонних справ. Виконував ці функції до 31 жовтня 2005 року.
В 2006 році Генеральним секретарем ООН призначений членом, а в 2008 році головою Дорадчої Колегії при Генеральному секретарі ООН щодо роззброєння. У січні 2008 року Ротфельд став співголовою Польсько-російської групи з важких питань. У серпні 2009 року Генеральний секретар НАТО увів його до Групи експертів НАТО з підготовки Нової стратегічної концепції Союзу («Група мудреців»).
В 2006–2008 роках викладав у Collegium Civitas у Варшаві. Також проводить лекції в Європейському коледжі (College of Europe) в Натоліні (Варшава), в Дипломатичній академії і Студіях закордонної політики. В 2011 році став професором в Інституті інтердисциплінарних досліджень «Artes Liberales» Варшавського університету.

### Суспільна і наукова діяльність
В 1962-1964 роках виконував функції голови Студентського товариства Приятелів ООН у Польщі. У 1962 році став членом Польської групи Товариства міжнародного права (ILA), а в 1992 році — Міжнародного інституту стратегічних студій (IISS) у Лондоні. В період 1995–2006 років був членом наукової ради Інституту досліджень миру і політикою безпеки при Гамбурзькому університеті.
У 1996 році став членом Шведської Королівської Академії Військових Знань, в 2001 році — членом Ради міжнародного центру демократичного контролю над збройними силами (DCAF), а в 2003 році Женевського центру політики безпеки (GCSP). У 2009 році увійшов до складу Міжнародної комісії, що займалася підготовкою Євро-Атлантичної ініціативи безпеки (EASI). Став членом Європейської ради закордонних справ (ECFR). Увійшов також до складу наукових рад Інституту політичних студій Польської академії Наук, Осередку східних досліджень. Є співзасновником і членом правління кількох фондів, в тому числі Центру ім. Броніслава Ґеремека, Фонду Ришарда Капусцінського.
Засідає також в раді Фонду Amicus Europae, заснованої Олександром Кваснєвським.
Є ініціатором Варшавської рефлексійної групи та науковим редактором публікованої за її ініціативою серії рапортів. За його науковою редакцією вийшли збірники: «Куди рухається світ?» (Варшава, 2008) та «Білі плями. Чорні плями. Важкі питання у польсько-російських відносинах 1918–2008» (наукова редакція спільно з Анатолієм Торкуновим, Варшава 2010).
Адам Даніель Ротфельд є автором більш ніж 400 наукових публікацій, в тому числі більше 10 книг, співавтором близько 20 монографій, близько 50 розділів у збірних працях та більш ніж 350 статей. Три із його монографій отримали нагороди президента Польської Академії Наук, Польського інституту міжнародних справ та міністра закордонних справ.

## Відзнаки та нагороди
- Великий Хрест Ордену Відродження Польщі. Наданий постановою президента Броніслава Коморовського 10 листопада 2010 року, за видатні заслуги у закордонній службі, за досягнення в успішній для держави професійній дипломатичній діяльності.
- Командорський Хрест з Зіркою Ордена Відродження Польщі (2005)
- Почесна відзнака міністра закордонних справ Польщі «Bene Merito» (2009)
- Офіцерський Хрест Ліги Честі (Франція, 2011)
- Орден Трьох Зірок ІІІ ступеня (Латвія, 2010)
- Великий Хрест Заслуги Ордену Заслуги ФРН (Німеччина, 2005)
- Командорія Королівського Ордену Полярної Зірки (Швеція, 2001)
- Срібна Медаль Королівської Академії Військових Знань (Швеція, 2001)
- Нагорода поєднання Капітули польсько-українського поєднання (2007)
- Почесний громадянин міста Перемишляни (Україна, 2004)
- Почесний доктор Академії Національної Оборони Польщі (2013)